# Loubédat
Loubédat (gaskognisch: Lo Vedat) ist eine französische Gemeinde mit 111 Einwohnern (Stand 1. Januar 2022) im Département Gers in der Region Okzitanien (bis 2015 Midi-Pyrénées); sie gehört zum Arrondissement Condom und zum Gemeindeverband Bas Armagnac. Die Bewohner nennen sich Loubédatois/Loubédatoises.
Loubédat ist umgeben von den Nachbargemeinden Cravencères im Norden und Nordosten, Avéron-Bergelle im Osten, Aignan und Sabazan im Südosten, Bétous im Süden, Sion im Westen sowie Nogaro und Sainte-Christie-d’Armagnac im Nordwesten.

## Bevölkerungsentwicklung
| Jahr                       | 1793 | 1831 | 1846 | 1856 | 1962 | 1968 | 1975 | 1982 | 1990 | 1999 | 2006 | 2017 |
| Einwohner                  | 250  | 362  | 362  | 361  | 168  | 168  | 151  | 136  | 122  | 129  | 129  | 107  |
| Quellen: Cassini und INSEE |      |      |      |      |      |      |      |      |      |      |      |      |